# Ngadirojo (Sooko)
Ngadirojo is een bestuurslaag in het regentschap Ponorogo van de provincie Oost-Java, Indonesië. Ngadirojo telt 4181 inwoners (volkstelling 2010).